# ドナウ河畔線 (ヴァハウ)
ドナウ河畔線（ドイツ語;Donauuferbahn）は、オーストリア国鉄の鉄道線の名称である。路線番号は、ザンクトファレンティン - ザーミンクシュタイン間が133、エンマースドルフ - クレムス間が811。なお、クレムス口は季節運行で、ニーダーエスターライヒ旅客鉄道によって運行される。

## 運行形態

### 快速「レギオナルエクスプレス(REX)」
- リンツ - ザンクト・パンタレオン - ザンクト・ニコラ・シュトルーデン　【平日運行】
平日のみ2時間に1本の運行。ザンクト・パンタレオン以西は、短絡線経由で100号線に直通する。
2019年以前は休日も運行していた他、平日は一日2.5往復、休日はリンツ行の片道1本のみ、ザーミンクシュタインまで直通していた。2021年以前は、間隔が4時間空く時間帯があった。

### 普通
区間毎に系統が分かれる。
- ザンクト・ファレンティン - ザンクト・ニコラ・シュトルーデン間
2時間に1本の運行。ザンクト・ファレンティンで、100号線ザルツブルク方面特急(rj)と直通する。平日は、快速と合わせて1時間に1本の本数となっている。
過去の運行形態
2019年以前は2時間に1本の運行であった。平日は一日1.5往復、休日は一日1往復のみ、ザーミンクシュタイン発着となっていた。
2020年度は2-4時間に1本の運行で、平日午後は快速と合わせて1-2時間に1本の運行本数となっていた。
2021年度は、平日1-2時間に1本、休日2時間に1本の運行であった。
2022年度は、平日・休日とも2時間に1本の運行となった。

- ヴァッハウバーン号：　エンマースドルフ - クレムス　【夏季・秋季、および春の休日運行】
季節運行で、春季は休日のみ、夏季・秋季は毎日運行される。一日4往復の運行。
2018年以前は一日3往復の運行であった。2023年度以前は、秋の運行期間が短く、ほぼ春・夏の運行であった。

- ヴァッハウアー・アドベント号：　デュルンシュタイン - クレムス　【12月、年3日運行】
季節運行で、年3日に限り、一日3往復運行する・
2023年度運行開始予定。

## 駅一覧
以下では、オーストリア国鉄133,811号線の駅と営業キロ、停車列車、接続路線などを一覧表で示す。
- 種別
  - REX：快速
  - R：普通
- 停車駅
  - ■印：全列車停車
  - ●印：一部通過
  - △印：一部停車
  - ｜印：全列車通過

| 路線名                               | 駅名                                         | 駅間営業キロ | 累計営業キロ           | 累計営業キロ           | 累計営業キロ      | REX | R | 接続路線                               | 所在地                   | 所在地             |
| ------------------------------------ | -------------------------------------------- | ------------ | ---------------------- | ---------------------- | ----------------- | --- | - | -------------------------------------- | ------------------------ | ------------------ |
| 133                                  | サンクト・ファレンティン駅                   | -            | ファレンティンから 0.0 |                        |                   |     | ■ | 100号線、131号線                       | ニーダーエスターライヒ州 | アムシュテッテン郡 |
| 133                                  | ザンクト・パンタレオン駅                     | 6.0          | 6.0                    |                        |                   | ●   | ■ | 100号線短絡線（エンスドルフまで4.2km） | ニーダーエスターライヒ州 | アムシュテッテン郡 |
| 133                                  | マウトハウゼン駅                             | 1.3          | 7.3                    | マウトハウゼンから 0.0 |                   | ■   | ■ |                                        | オーバーエスターライヒ州 | ペルク郡           |
| 133                                  | シュヴァートベルク駅                         | 4.8          | 12.1                   | 4.8                    |                   | ■   | ■ |                                        | オーバーエスターライヒ州 | ペルク郡           |
| 133                                  | アイシュトホーフェン駅                       | 1.7          | 13.8                   | 6.5                    |                   | ●   | ■ |                                        | オーバーエスターライヒ州 | ペルク郡           |
| 133                                  | ペルク駅                                     | 3.3          | 17.1                   | 9.8                    |                   | ■   | ■ |                                        | オーバーエスターライヒ州 | ペルク郡           |
| 133                                  | ペルク・学園センター駅                       | 1.1          | 18.2                   | 10.9                   |                   | ■   | ■ |                                        | オーバーエスターライヒ州 | ペルク郡           |
| 133                                  | アービンク駅                                 | 5.0          | 23.2                   | 15.9                   |                   | ■   | ■ |                                        | オーバーエスターライヒ州 | ペルク郡           |
| 133                                  | バウムガーテンベルク駅                       | 4.1          | 27.3                   | 20.0                   |                   | ■   | ■ |                                        | オーバーエスターライヒ州 | ペルク郡           |
| 133                                  | ザクセン駅                                   | 3.3          | 30.6                   | 23.3                   |                   | ■   | ■ |                                        | オーバーエスターライヒ州 | ペルク郡           |
| 133                                  | ドーナハ駅                                   | 2.6          | 33.2                   | 25.9                   |                   | ●   | ■ |                                        | オーバーエスターライヒ州 | ペルク郡           |
| 133                                  | グライン・バト・クロイツェン駅               | 5.0          | 38.2                   | 30.9                   | クレムスから 77.1 | ■   | ■ |                                        | オーバーエスターライヒ州 | ペルク郡           |
| 133                                  | グライン町駅                                 | 1.6          | 39.8                   |                        | 75.5              | ■   | ■ |                                        | オーバーエスターライヒ州 | ペルク郡           |
| 133                                  | ザンクト・ニコラ・シュトルーデン駅           | 4.6          | 44.4                   |                        | 70.9              | ■   | ■ |                                        | オーバーエスターライヒ州 | ペルク郡           |
|                                      | ザーミンクシュタイン駅(*1)                   |              |                        |                        | 68.1              |     |   |                                        | オーバーエスターライヒ州 | ペルク郡           |
| ヴァインス・イシュパードルフ駅       |                                              |              |                        | 60.2                   |                   |     |   | ニーダーエスターライヒ州               | メルク郡                 |                    |
| ペルゼンブルク駅                     |                                              |              |                        | 55.0                   |                   |     |   | ニーダーエスターライヒ州               | メルク郡                 |                    |
| マーバッハ・マーリア・ターファール駅 |                                              |              |                        | 48.4                   |                   |     |   | ニーダーエスターライヒ州               | メルク郡                 |                    |
| クライン・ペヒラーン駅               |                                              |              |                        | 43.9                   |                   |     |   | ニーダーエスターライヒ州               | メルク郡                 |                    |
| ヴァイテネク駅                       |                                              |              |                        | 38.3                   |                   |     |   | ニーダーエスターライヒ州               | メルク郡                 |                    |
| 811                                  | エンマースドルフ・アン・デア・ドナウ駅       |              |                        |                        | 34.1              |     | ■ | ニーダーエスターライヒ州               | メルク郡                 |                    |
| 811                                  | グリムシンク駅                               | 3.1          |                        |                        | 31.0              |     | ■ | ニーダーエスターライヒ州               | メルク郡                 |                    |
| 811                                  | アクスバッハ・マルクト駅                     | 4.9          |                        |                        | 26.1              |     | ■ | ニーダーエスターライヒ州               |                          | クレムスラント郡   |
| 811                                  | ヴィレンドルフ・イン・デア・ヴァハウ駅       | 2.7          |                        |                        | 23.4              |     | ■ | ニーダーエスターライヒ州               |                          | クレムスラント郡   |
| 811                                  | シュヴァレンバッハ駅                         | 2.4          |                        |                        | 21.0              |     | ■ | ニーダーエスターライヒ州               |                          | クレムスラント郡   |
| 811                                  | シュピッツ・アン・デア・ドナウ駅             | 2.9          |                        |                        | 18.1              |     | ■ | ニーダーエスターライヒ州               |                          | クレムスラント郡   |
| 811                                  | ヴェーセンドルフ・ヨーヒンク駅               | 3.6          |                        |                        | 14.5              |     | ■ | ニーダーエスターライヒ州               |                          | クレムスラント郡   |
| 811                                  | ヴァイセンキルヒェン・イン・デア・ヴァハウ駅 | 2.2          |                        |                        | 12.3              |     | ■ | ニーダーエスターライヒ州               |                          | クレムスラント郡   |
| 811                                  | デュルンシュタイン・オーバーロイベン駅       | 5.5          |                        |                        | 6.8               |     | ■ | ニーダーエスターライヒ州               |                          | クレムスラント郡   |
| 811                                  | ウンターロイベン駅                           | 1.7          |                        |                        | 5.1               |     | ■ | ニーダーエスターライヒ州               |                          | クレムスラント郡   |
| 811                                  | シュタイン・マウターン駅                     | 2.1          |                        |                        | 3.0               |     | ■ | ニーダーエスターライヒ州               |                          | クレムス市         |
| 811                                  | クレムス・カンプス・クンストマイレ駅         | 1.4          |                        |                        | 1.6               |     | ■ | ニーダーエスターライヒ州               |                          | クレムス市         |
| 811                                  | クレムス・アン・デア・ドナウ駅               | 1.6          |                        |                        | 0.0               |     | ■ | ニーダーエスターライヒ州               | 810号線、820号線         | クレムス市         |

(*1): 2019年12月休止。